# Urupia monstrosa
Urupia monstrosa (Urup, rio nas proximidades da localização-tipo + monstrum, anormal) é uma espécie extinta de anfíbio caudado conhecido do Jurássico Médio da Sibéria Ocidental, Rússia. É a única espécie descrita para o gênero Urupia.

## Descoberta
A Urupia monstrosa é conhecida apenas pelo holótipo, um atlas incompleto, e de outros materiais a ela referida como fragmentos de vértebras, um fêmur esquerdo e um fragmento do dentário. O espécie-tipo foi coletado no Território de Krasnoyarsk, na Sibéria Ocidental, na formação Itat, datando do estágio Bathoniano no período Jurássico Médio.